# 균열 (정치학)
균열(cleavage)은 자본가와 노동자처럼 서로 다른 가치관이나 이해관계를 가진 사람이나 집단 사이의 갈등구조이다.

## 같이 보기
- 계급투쟁
- 선거학
- 정당